# Маради
Мара̀ди (на италиански: Marradi, на местен диалект Maré, Маре) е малко градче и община в централна Италия, провинция Флоренция, регион Тоскана. Разположено е на 328 m надморска височина. Населението на общината е 3288 души (към 2011 г.).